# Michel Deverne
Michel Deverne, né le 8 août 1927 à La Garenne-Colombes dans le département de la Seine et mort le 9 février 2012 à Montmorency, est un sculpteur, mosaïste et plasticien français.

## Biographie
Michel Deverne est admis en 1947 à l'École nationale supérieure des Arts décoratifs et suit également des cours à l'École nationale supérieure des beaux-arts de Paris.
Il expose en 1953 à Dakar.
À partir de 1976, il est nommé professeur aux Beaux-Arts de Paris et à l’Ecole d’Architecture de Paris-Tolbiac (ex U.P.A 7)
En 1983, la médaille d'argent des arts plastiques lui est décernée par l'Académie d'architecture. 
Michel Deverne a consacré son activité de plasticien à l'art dans l'architecture et dans la cité. Il est l'un des acteurs du mouvement de l'art cinétique. Utilisant notamment l'aluminium, le béton, il réalise de nombreuses sculptures en France et à l'étranger. Ses mosaïques-reliefs sont visibles dans beaucoup d'espaces publics. 
Il meurt le 9 février 2012 dans l'incendie de sa maison de Montmorency,. 

## Réalisations publiques
États-Unis
- New York, délégation française auprès de l'ONU : collage.

France
- Avignon, grand place de la poste centrale : sculpture en acier Corten pour un groupe de compagnies d'assurances[Lequel ?].
- Bagneux,  groupe scolaire Travail : décoration dans le cadre du 1% artistique avec Pierre Sabatier (1925-2003), Michel Deverne (1927-2012), et Samuel Papazian, 1957[3].
- Colombes, façades d'immeubles[Lesquels ?] : mosaïques.
- Fort-de-France, Institut d'émission des départements d'Outre-mer (IEDOM) : trois mosaïques, compositions sérigraphiques.
- La Défense : mosaïque de 2 300 m2, considérée comme étant le plus grand ouvrage jamais réalisé dans cette technique[réf. nécessaire].
- La Garenne-Colombes, place de Belgique : fontaine, démolie pour le passage du Tramway T2.
- Lille, cité hospitalière, J.M. Valentin architecte.
- Paris :
  - rue de Tilsitt, place de l'Étoile : deux bas-reliefs.
  - hôtel du ministre des Affaires étrangères : collages.
  - rue Bayard, RTL : relief en inox.
  - siège social de Pechiney.

Japon
- Tokyo, banque BNP : relief en acier inoxydable.

Mexique
- Mexico, ambassade de France : deux tapisseries.